# Liez (Aisne)
Pour les articles homonymes, voir Liez.
Liez est une commune française située dans le département de l'Aisne, en région Hauts-de-France.

## Géographie

### Communes limitrophes

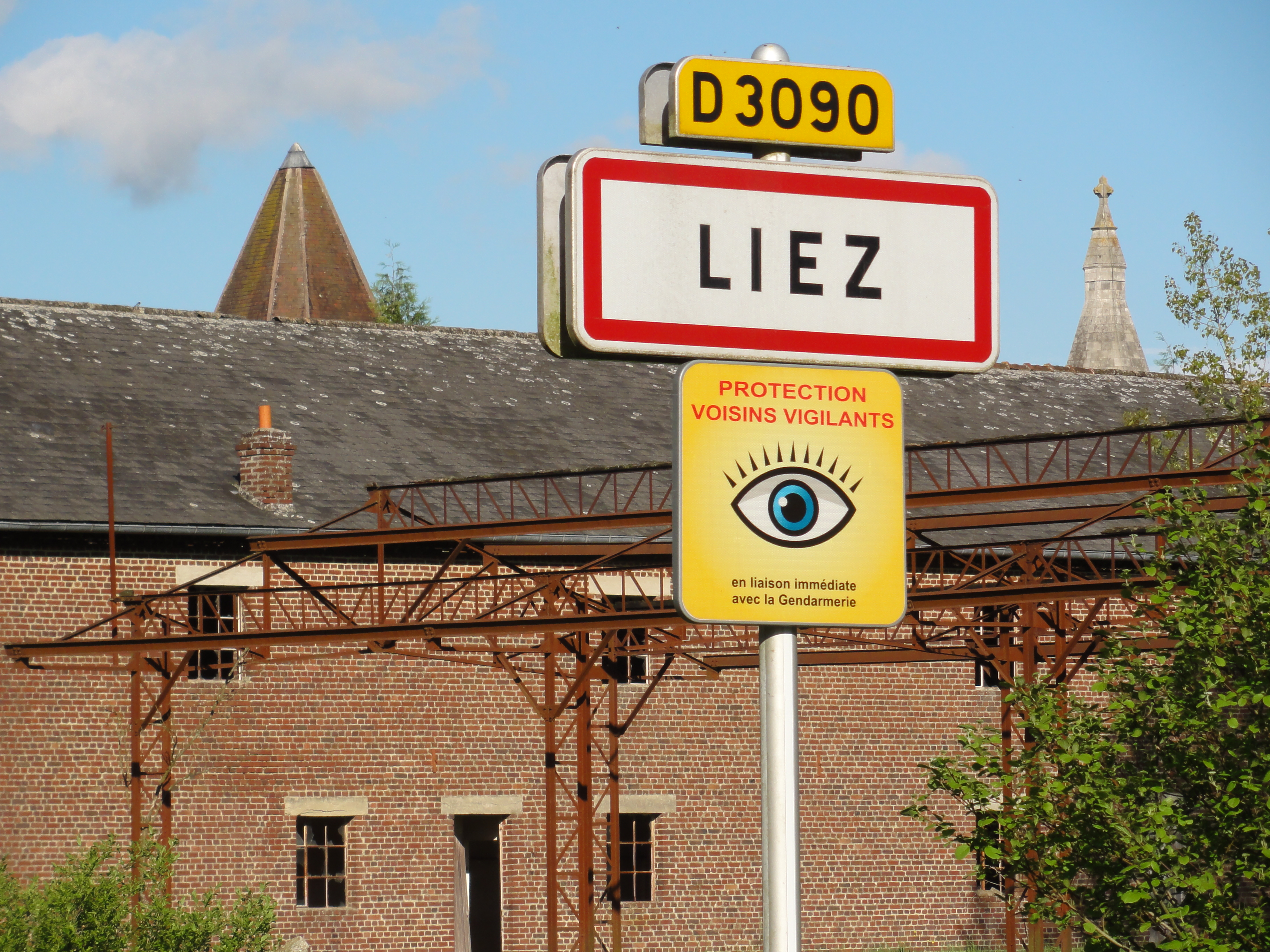
Entrée de Liez.

| Jussy     | Remigny  | Vendeuil |
| Mennessis | Liez     | Travecy  |
|           | Tergnier |          |

### Hydrographie

#### Réseau hydrographique
La commune est située dans le bassin Seine-Normandie. Elle est drainée par le Rieu,.
Le Rieu, d'une longueur de 11 km, prend sa source dans la commune de Remigny et se jette  dans l'Oise (rive gauche) à Tergnier, après avoir traversé cinq communes.

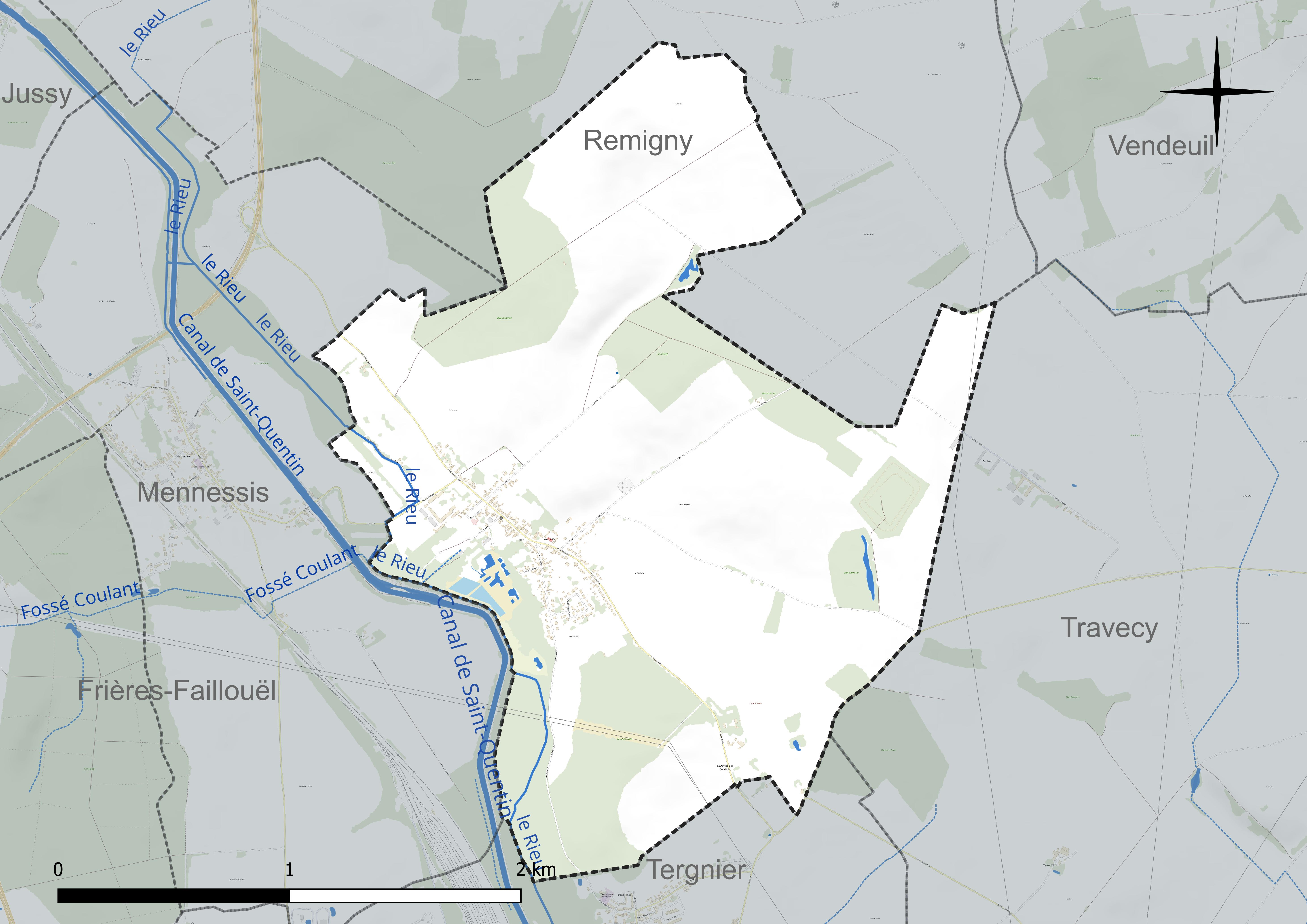
Réseau hydrographique de Liez.

#### Gestion et qualité des eaux
Le territoire communal est couvert par le schéma d'aménagement et de gestion des eaux (SAGE) « Oise moyenne ». Ce document de planification concerne un territoire de 1 013 km2 de superficie, délimité par le bassin versant de l'Oise moyenne. Le périmètre a été arrêté le 24 avril 2017 et le SAGE est, en 2024, encore en élaboration. La structure porteuse de l'élaboration et de la mise en œuvre est le syndicat mixte du SAGE Oise-Moyenne (SMOM).
La qualité des cours d'eau peut être consultée sur un site spécial géré par les agences de l'eau et l'Agence française pour la biodiversité.

### Climat
Pour des articles plus généraux, voir Climat des Hauts-de-France et Climat de l'Aisne.
En 2010, le climat de la commune est de type climat océanique dégradé des plaines du Centre et du Nord, selon une étude du CNRS s'appuyant sur une série de données couvrant la période 1971-2000. En 2020, Météo-France publie une typologie des climats de la France métropolitaine dans laquelle la commune est dans une zone de transition entre le climat océanique et le climat océanique altéré et est dans la région climatique Nord-est du bassin Parisien, caractérisée par un ensoleillement médiocre, une pluviométrie moyenne régulièrement répartie au cours de l'année et un hiver froid (3 °C).
Pour la période 1971-2000, la température annuelle moyenne est de 10,5 °C, avec une amplitude thermique annuelle de 15,2 °C. Le cumul annuel moyen de précipitations est de 697 mm, avec 10,7 jours de précipitations en janvier et 8,6 jours en juillet. Pour la période 1991-2020, la température moyenne annuelle observée sur la station météorologique la plus proche, située sur la commune de Chauny à 10 km à vol d'oiseau, est de 11,1 °C et le cumul annuel moyen de précipitations est de 709,9 mm,. Pour l'avenir, les paramètres climatiques de la commune estimés pour 2050 selon différents scénarios d'émission de gaz à effet de serre sont consultables sur un site spécial publié par Météo-France en novembre 2022.

## Urbanisme

### Typologie
Au 1er janvier 2024, Liez est catégorisée commune rurale à habitat dispersé, selon la nouvelle grille communale de densité à 7 niveaux définie par l'Insee en 2022.
Elle est située hors unité urbaine. Par ailleurs la commune fait partie de l'aire d'attraction de Tergnier, dont elle est une commune de la couronne,. Cette aire, qui regroupe 14 communes, est catégorisée dans les aires de moins de 50 000 habitants,.

### Occupation des sols
L'occupation des sols de la commune, telle qu'elle ressort de la base de données européenne d'occupation biophysique des sols Corine Land Cover (CLC), est marquée par l'importance des territoires agricoles (74,9 % en 2018), en augmentation par rapport à 1990 (69,1 %). La répartition détaillée en 2018 est la suivante : 
terres arables (67,8 %), forêts (19,3 %), zones agricoles hétérogènes (7,1 %), zones urbanisées (5,8 %). L'évolution de l'occupation des sols de la commune et de ses infrastructures peut être observée sur les différentes représentations cartographiques du territoire : la carte de Cassini (XVIIIe siècle), la carte d'état-major (1820-1866) et les cartes ou photos aériennes de l'IGN pour la période actuelle (1950 à aujourd'hui).

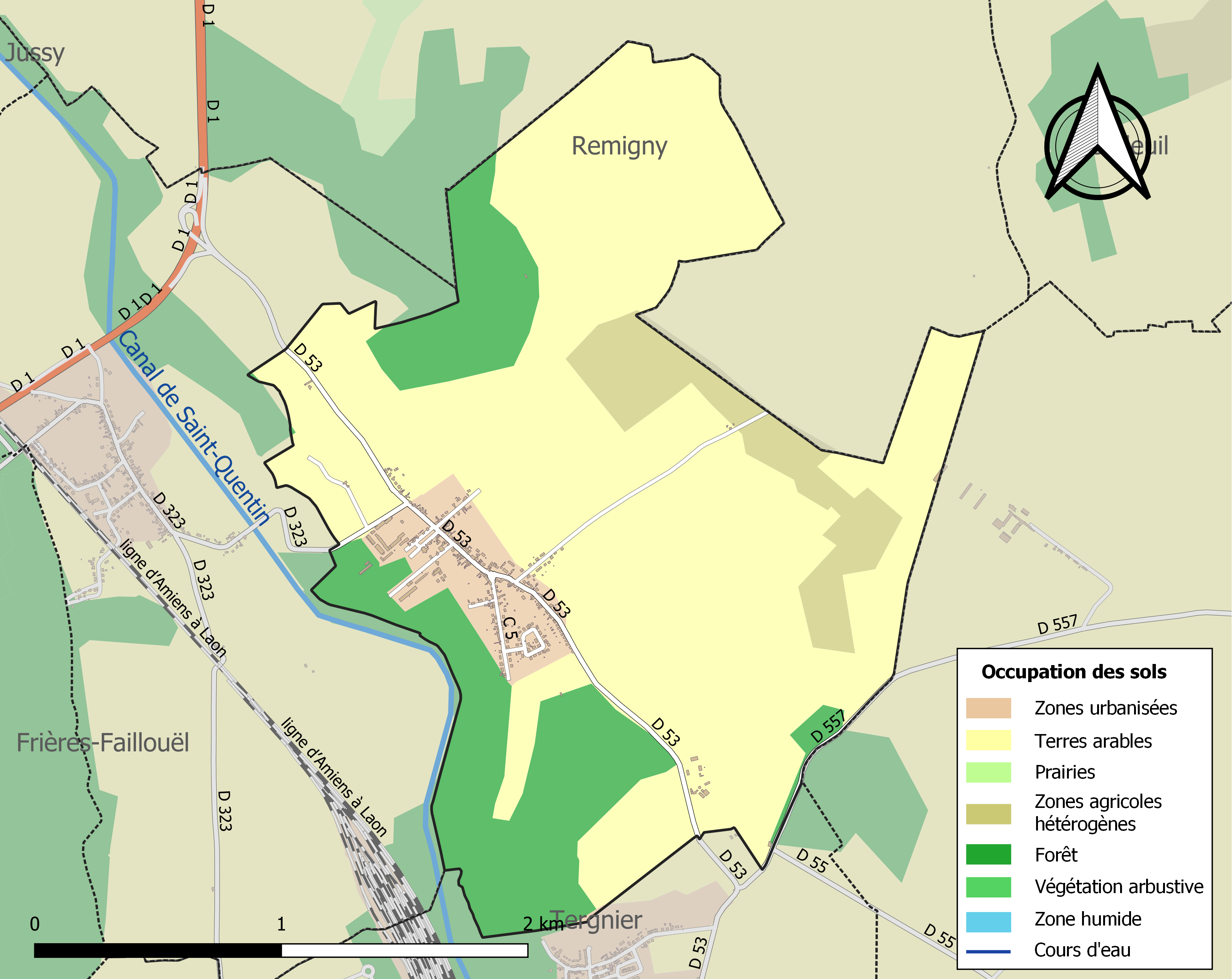
Carte de l'occupation des sols de la commune en 2018 (CLC).

## Toponymie
Le nom de la localité est attesté sous les formes Leie-Villa (1130) ; Territorium de Lier (1196) ; Liet (1444) ; Lyé (1608) ; Liel (1619) ; Paroisse de Saint-Médard-de-Liez, Lié (1690) ; Lielz (1731).

## Histoire
Seigneurie appartenant primitivement à la trésorerie du chapitre de la collégiale de Saint-Quentin et passée aux marquis de Flavigny du XVIe siècle à la Révolution. 
Exploitation de cendres noires au siècle dernier. 
Village détruit en 1917 et reconstruit en 1925/28.

## Politique et administration

### Découpage territorial
La commune de Liez est membre de la communauté d'agglomération Chauny-Tergnier-La Fère, un établissement public de coopération intercommunale (EPCI) à fiscalité propre créé le 1er janvier 2017 dont le siège est à Chauny. Ce dernier est par ailleurs membre d'autres groupements intercommunaux.
Sur le plan administratif, elle est rattachée à l'arrondissement de Laon, au département de l'Aisne et à la région Hauts-de-France. Sur le plan électoral, elle dépend du  canton de Tergnier pour l'élection des conseillers départementaux, depuis le redécoupage cantonal de 2014 entré en vigueur en 2015, et de la quatrième circonscription de l'Aisne  pour les élections législatives, depuis le dernier découpage électoral de 2010.

### Administration municipale
| Période                                  | Période                    | Identité                    | Étiquette | Qualité                                                          |
| ---------------------------------------- | -------------------------- | --------------------------- | --------- | ---------------------------------------------------------------- |
| Les données manquantes sont à compléter. |                            |                             |           |                                                                  |
| avant 1876                               | après 1879                 | René Jacquemart (1844-1908) | Droite    | Propriétaire, industriel Conseiller général du canton de La Fère |
| mars 2001                                | mars 2008                  | Josette Davion              |           |                                                                  |
| mars 2008                                | En cours (au 20 juin 2020) | Serge Mangin                | DVG       | Retraité Réélu pour le mandat 2020-2026,                         |

## Démographie
L'évolution du nombre d'habitants est connue à travers les recensements de la population effectués dans la commune depuis 1793. Pour les communes de moins de 10 000 habitants, une enquête de recensement portant sur toute la population est réalisée tous les cinq ans, les populations de référence des années intermédiaires étant quant à elles estimées par interpolation ou extrapolation. Pour la commune, le premier recensement exhaustif entrant dans le cadre du nouveau dispositif a été réalisé en 2007.

En 2022, la commune comptait 383 habitants, en évolution de −4,25 % par rapport à 2016 (Aisne : −1,97 %, France hors Mayotte : +2,11 %).
| 1793 | 1800 | 1806 | 1821 | 1831 | 1836 | 1841 | 1846 | 1851 |
| ---- | ---- | ---- | ---- | ---- | ---- | ---- | ---- | ---- |
| 192  | 253  | 268  | 244  | 278  | 323  | 306  | 294  | 324  |

| 1856 | 1861 | 1866 | 1872 | 1876 | 1881 | 1886 | 1891 | 1896 |
| ---- | ---- | ---- | ---- | ---- | ---- | ---- | ---- | ---- |
| 330  | 353  | 379  | 410  | 525  | 518  | 577  | 544  | 522  |

| 1901 | 1906 | 1911 | 1921 | 1926 | 1931 | 1936 | 1946 | 1954 |
| ---- | ---- | ---- | ---- | ---- | ---- | ---- | ---- | ---- |
| 520  | 446  | 495  | 307  | 389  | 386  | 415  | 409  | 412  |

| 1962 | 1968 | 1975 | 1982 | 1990 | 1999 | 2006 | 2007 | 2012 |
| ---- | ---- | ---- | ---- | ---- | ---- | ---- | ---- | ---- |
| 395  | 398  | 353  | 480  | 492  | 443  | 448  | 449  | 421  |

| 2017 | 2022 | - | - | - | - | - | - | - |
| ---- | ---- | - | - | - | - | - | - | - |
| 391  | 383  | - | - | - | - | - | - | - |

## Culture locale et patrimoine

### Lieux et monuments
- Église Saint-Médard.
- Monument aux morts.
- Mémorial des communes de Liez et Mennessis commémorant les victimes du 32e R.I., mai-juin 1940.

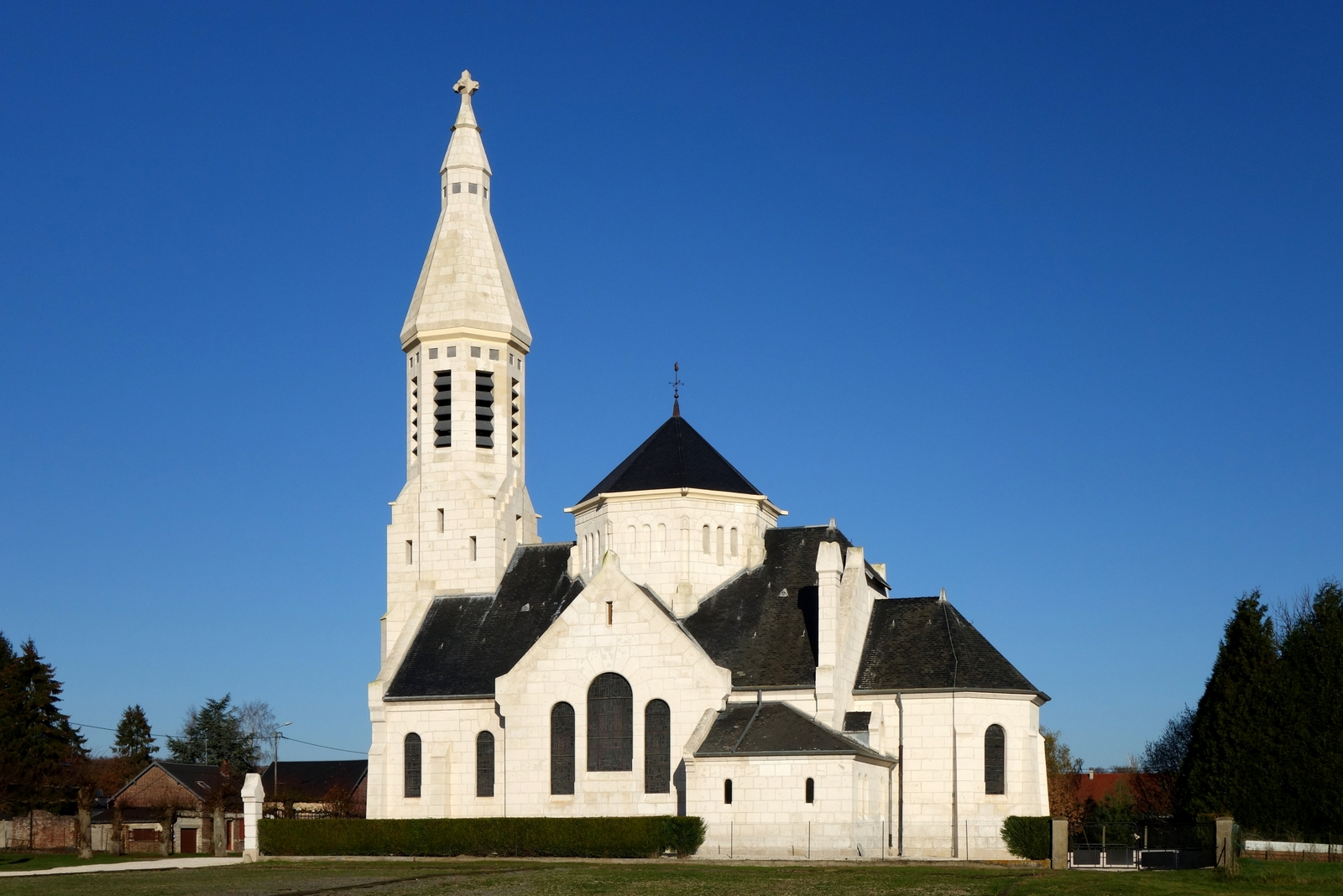
Église Saint-Médard.
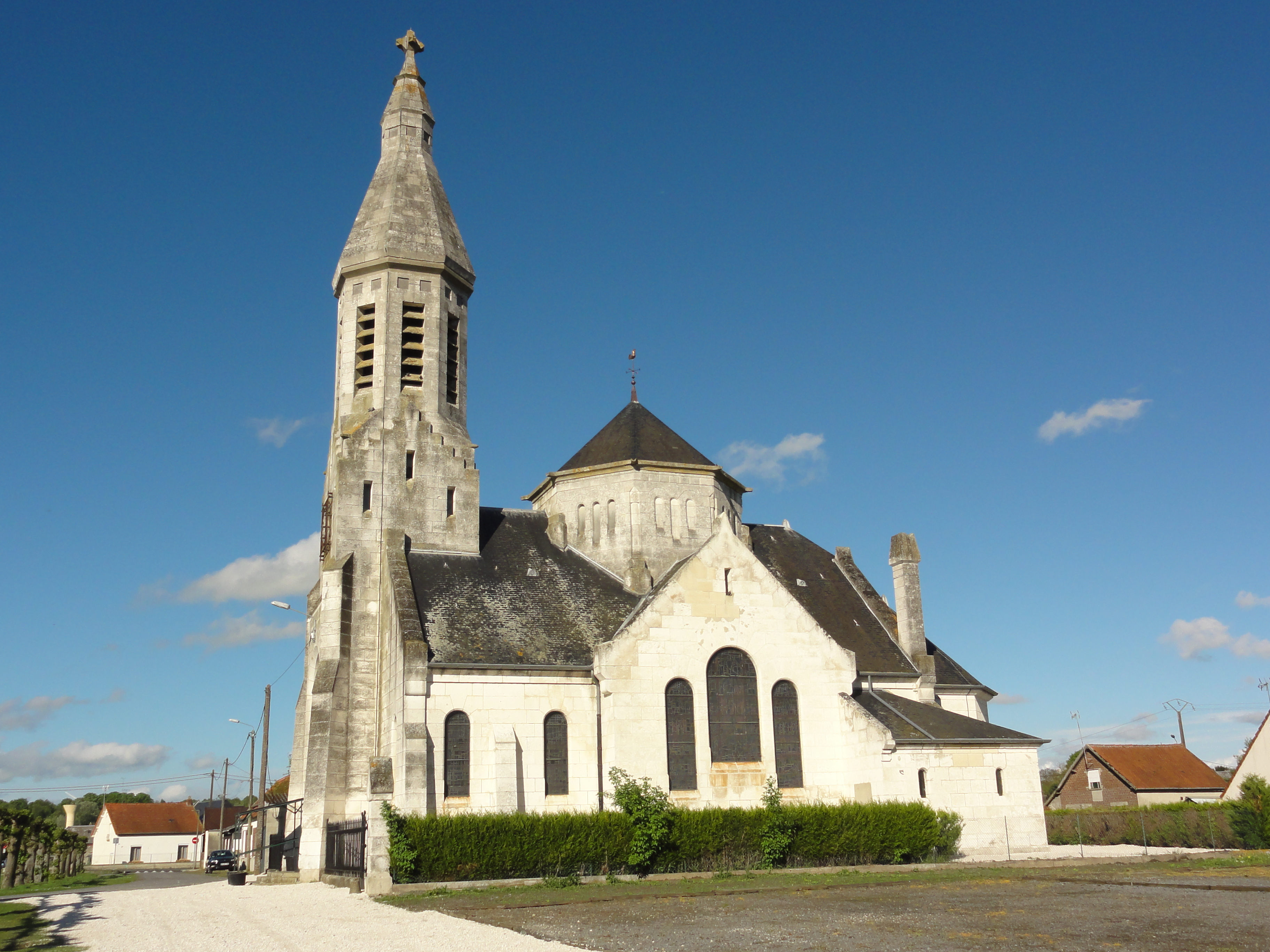
Église Saint-Médard.
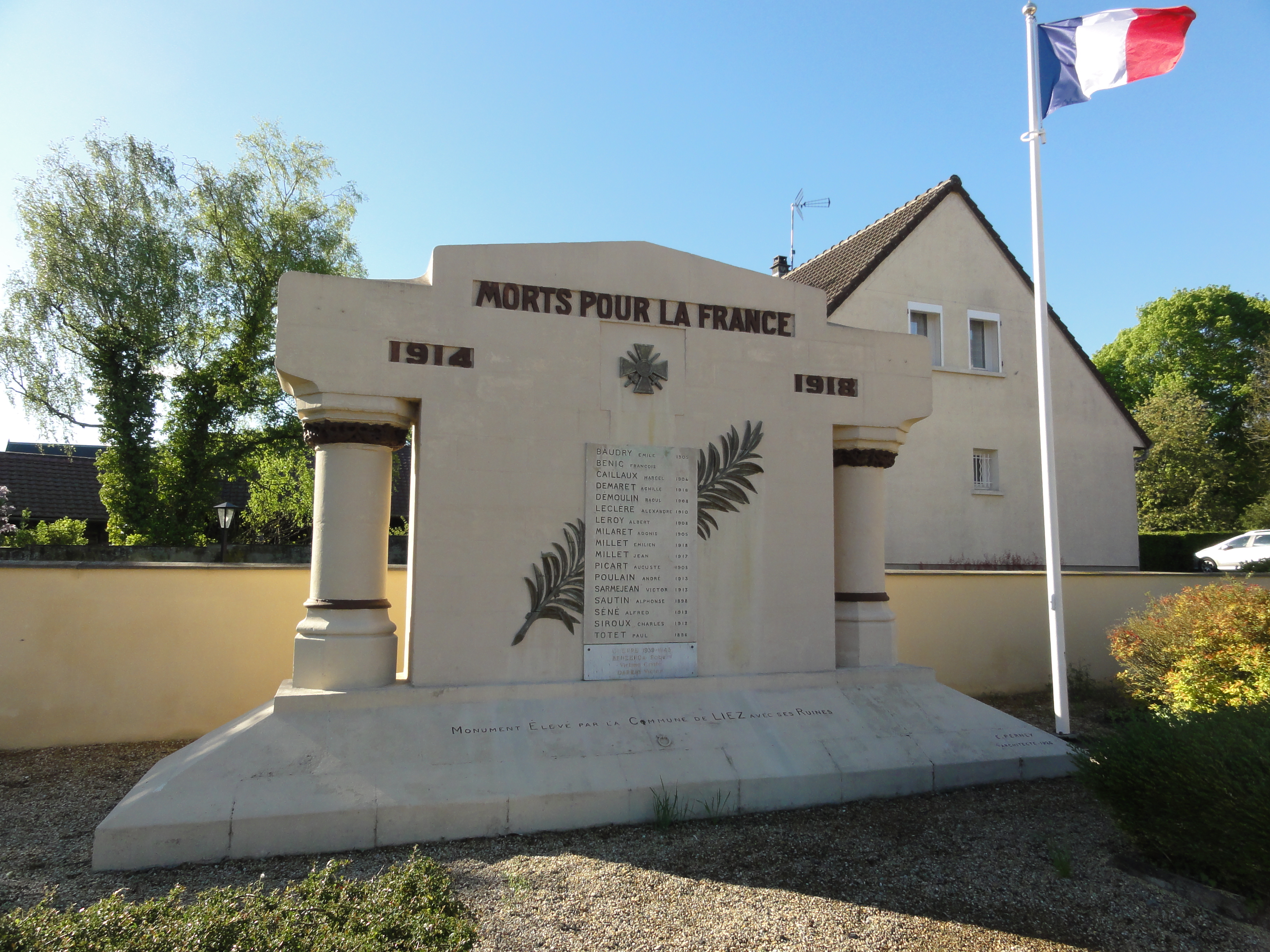
Monument aux morts.
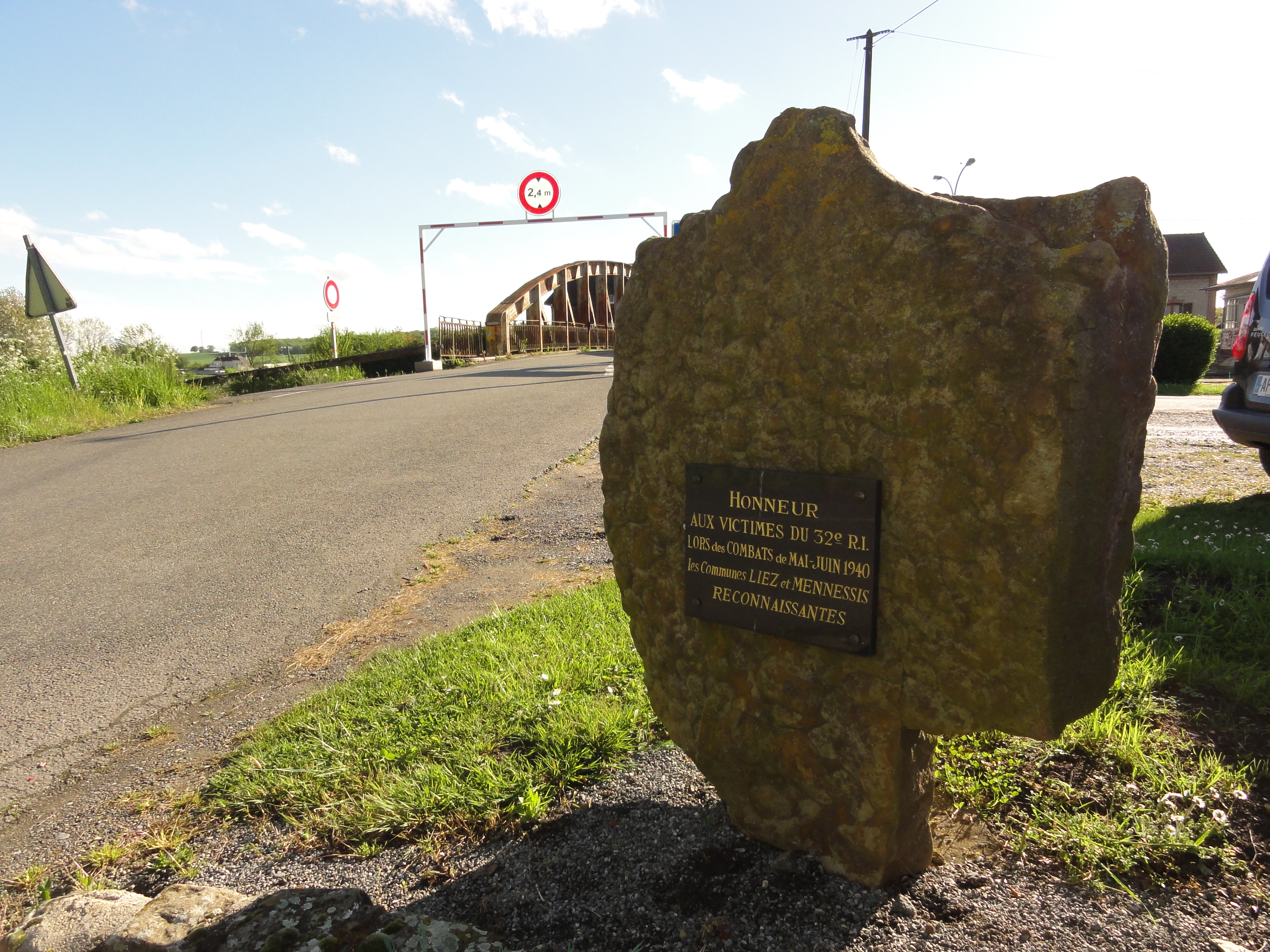
Le mémorial des victimes du 32e R.I..

### Héraldique
| Blason de Liez | Blason  | D'or à la barre échiquetée à plomb d'argent et d'azur, chargée d'un écusson de gueules au lion d'argent et accompagnée, en chef, d'une tête de crosse contournée de sable posée en barre et, en pointe, d'une feuille de lierre versée de sinople. Ornements extérieursCroix de guerre 1914-1918 |
| Blason de Liez | Détails | Blason officiel adopté par la municipalité en 1985. |